# Ab Lench
Ab Lench est un hameau du Worcestershire, en Angleterre. Il est situé dans le sud-est du comté, à une dizaine de kilomètres au nord du centre-ville d'Evesham. Administrativement, il est rattaché à la paroisse civile de South Lenches, qui relève elle-même du district de Wychavon.

## Toponymie
Lench provient du substantif vieil-anglais *hlenc, qui fait référence à la pente d'une colline. Cet élément figure dans les noms de plusieurs localités des environs : les villages de Church Lench (en) et Rous Lench, ainsi que les hameaux d'Atch Lench, Sheriff's Lench et Ab Lench. Dans le Domesday Book, compilé en 1086, Ab Lench est attesté sous la forme Abeleng. Le premier élément de ce nom renvoie à un nom d'individu, Abba, qui devait être le propriétaire de ce manoir à une époque antérieure.
Le hameau d'Ab Lench est également mentionné sous les noms Abbots Lench et Hob Lench au XIXe siècle.

## Histoire
Le village d'Ab Lench est mentionné dans le Domesday Book, un grand recensement entrepris à la fin du règne de Guillaume le Conquérant. Situé dans le hundred d'Oswaldslow (en), il comprend 15 feux en 1086 et sa valeur est évaluée à 4 livres. Son seigneur est le shérif Ours d'Abbetot, mais son propriétaire est l'évêque de Worcester.
Les recensements de la population effectués entre 1881 et 1931 montrent que la paroisse civile d'Ab Lench est très peu peuplée à l'époque, avec un minimum de 19 habitants en 1891 et un maximum de 57 habitants en 1931. Elle est abolie en 1933 et Ab Lench est par la suite rattaché à la paroisse civile de Church Lench.